# Isabel Alonso Julián
Isabel Alonso Julián (n. Madrid, 1955) es una escritora española en lengua castellana.

## Biografía
Es Licenciada en Ciencias de la Información por la Universidad Complutense de Madrid.
Cineasta, artista plástica y periodista, ha trabajado para el Ministerio de Educación, Televisión Española y la Televisión Educativa Iberoamericana (ATEI).
Ha dirigido NCI Noticias, sobre la actualidad cultural iberoamericana de amplia difusión en Iberoamérica y EE. UU..
Aunque ha escrito numerosos guiones para televisión y realizado diversos documentales y cortometrajes de ficción, como Qué hacer, Nembutal, La ruta de China o Dedos distantes, es conocida por ser autora de novela negra o de suspense.
Ha publicado las novelas  'Llanto de llamas, Premio de Novela Ciudad de Barbastro (Barbastro, 2002, editorial Prames), en 2006, El nudo Ghiordes (Actéon Ediciones, Granollers), en 2008 Jamás olvido una cara (MareNostrum, Madrid), El secreto de las bragas de encaje, las de rayas y el tanga rojo, finalista de la primera edición del premio 'A sangre fría' de novela negra 2017 (Áperion Ediciones Madrid).
Los libros de esta saga desarrollan historias negras en la que se alternan dos personajes: la China, una periodista que conoció momentos de éxito profesional antes de verse envuelta en un oscuro asunto que la relegó hasta la sección de sucesos de su periódico y Pablo Sainz, un honesto (y sin embargo atractivo) detective privado al que, en sintonía con su tiempo, le resulta difícil encontrar su lugar en el mundo.
También ha publicado algunos cuentos como El Ángel Blanco en el volumen colectivo 3más4 (Editorial cartonera Meninas Cartoneras, 2013), con una reedición presentada en la 82 Feria del Libro de Madrid (2023).
En 2016 es cofundadora del blog Anomalias, publicación de actualidad política, artística, feminista, científica y filosófica.
En la actualidad prepara la publicación de la novela Informe 103 de la misma saga negra que las anteriores, que en esta ocasión  conduce al lector hasta la ciencia ficción. También trabaja en su próxima exposición de obra pástica.